# بيترو روسي

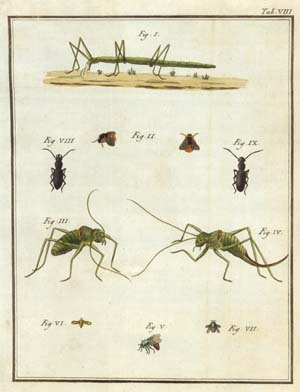
لوحة من الحيوانات إتروسكا 1790م

بيترو روسي (بالإنجليزية: Pietro Rossi)‏ (و. 1738 – 1804 م) هو عالم نبات، وعالم حشرات، وعالم العنكبوتيات من دوقية توسكانا الكبرى، ولد في فلورنسا، كان عضوًا في الأكاديمية الملكية السويدية للعلوم، توفي في بيزا، عن عمر يناهز 66 عاماً.

## مسيرته
كانت الحياة الاكاديمية للعالم بيترو بجامعة بيزا وحصل فيها على درجة الدكتوراه في الفلسفة والطب عام 1759، ويليه مباشرة في عام 1763 تعين كأستاذاً للمنطق وشغل هذا المنصب حتى 1801م ، ثم حصل وأخيرا على تعيين في مجال التاريخ الطبيعي خصوصا باب " علم الحشرات " ؛ والذي جعله أول استاذاً لعلم الحشرات بالعالم .
تعتبر منشوراته الحيوانات الأترورية (1790) و الجزء العشري من الحشرات (1792) من اهم الإنجازات الرائدة في علم الحشرات ، ولا تزال تمتلك صلاحيات علمية في مجالات التصنيف و التسميات البيولوجية . كانت أجزاء من مجموعته ذات مرة في حوزة يوهان هيلويج في براونشفانغ ثم انتقلت إلى متحف التاريخ الطبيعي في برلين ، و في عام 1793 ، تم انتخابه عضوا أجنبيا في الأكاديمية الملكية السويدية للعلوم .

بعد وفاته في 21 ديسمبر من عام 1804؛ تم دمج متحف الحشرات بيترو روسي مع متحف سيفيكو دي ستوريا ناتشورال ديميلانو في دولة ميلانو . 